# Стандарти за безопасност на работното място
Стандарти за безопасност на работното място са група от нормативни документи, които оказват мерки за безопасност и рискове за здравето на работното място.

## История
Руския учен Ломоносов съставя първия сборник с правила и норми за безопасна работа Первыя основанiя Металлургiи, или Рудныхъ Делъ. Първите норми за безопасност на труда се съставят през 1802 година с акта Закон за здравето и морала на чираците (Health and Morals of Apprentices Act). През 1893 година в САЩ е създаден стандарт за безопасност по време на пътуване в железопътния транспорт.
Заедно с развитието на техническия прогрес, започват да се увеличават рисковете на работното място и вредни фактори<който могат да навредят на здравето. От 50-те години започват да се създават отделни актове, с които се определят негативните последици в някои области на работния процес. През 70-те години започва навлизането на съвременни стандарти за електробезопасност и влияние на други вредни фактори върху човешкото здраве на работното място.

## Организации да безопасност на работното място
- България Организация на дейността за осигуряване на Здраве и безопасност (Organization of Health and Safety Activities)[2]
- EU European Agency for Safety and Health at Work
- Индия Ministry of Labor and Health[3] OSH India[4]
- Китай China Occupational Safety and Health Association (COSHA)
- Русия Организация пропаганды по охране труда и безопасности[5]
- САЩ Агенция за безопасност и здраве при работа Occupational Safety and Health Act (OSHA).
- САЩ Национален институт за безопасност и здраве при работа (NIOSH)[6]
- САЩ Национален институт за защита и измерване против радиация National Council on Radiation Protection and Measurements (NCRP)

## Стандарти
- България БДС (Български Държавен Стандарт) (Bulgarian state standard) – ISO 45001:2018 (БДС ISO 45001:2018) Bulgaria[7]
- Китай GB/CCC – China CHN-1974-L-37879 Protection against particular hazards[8]
- Франция NF (La norme français) NF EN 358 France[9]
- Великобритания BS (British standard)BS EN 1005 – 3:2002+A1:2008 – United Kingdom[10]
- Индия IS (India Standardization) – India – IS-5216, IS-5571, IS-6665[11]
- Полша PN (Polska Norma) – Poland – PN-93/N-01256/03 Znaki BHP w miejscu pracy[12]
- Русия ГОСТ 12.2.061 – 81 СИСТЕМА СТАНДАРТОВ БЕЗОПАСНОСТИ ТРУДА ОБОРУДОВАНИЕ ПРОИЗВОДСТВЕННОЕ[13]
- САЩ OSHA – United States;[14] IAEA safety standards – nuclear, radiation waste safety standards[15]

## Класификация

### Стандарти за защита против електромагнитни полета с висок интензитет
Електромагтнитно поле с висока честота, може да причини негативни ефекти върху нервната система. Също така полетата с висок интензитет, Могат да доведат до сериозно увреждане на някои органи. Здравословното състояние на хора, които са с имплантирани пейсмейкъри и други електронни устройства, могат да бъдат сериозно увредени. Подобно облъчване може да доведе и до летален изход.
- Германия DGUV V15
- EU 1999/519/CE
- Полша PN-EN ISO/IEC 17025:2005
- Русия ГОСТ 12.4.306 – 2016
- САЩ ANSI/IEEE C95.1 – 1992

### Защита от лазерни поражения
Пораженията от лазер могат да бъдат фатални за човешкото зрение. В стандартите са дефинирани типовете лазерна апаратура. Категоризирани са и безпасните разстояния от лазерната апаратура до зрителния апарат.
- България БДС EN 171:2005/Наредба № 9 от 28 октомври 1986
- Полша PN-91/T-06700
- Русия ГОСТ IEC 60825-4-2014 Безопасность лазерной аппаратуры
- САЩ EN 60825 (IEC 825)

### Защита спрямо опасни масла и горива, идползвани в промишлеността
- EU DIRECTIVE 2005/69/EC
- Швейцария CC 813.11 Ordinance on Protection against Dangerous Substances and Preparations

### Стандарти при заваряване
- AWS D17.1/D17.1M:2017

## Защитни устройства
- Уред за измерване на електромагнитни полета
- Апаратури за измерване на радиоактивни материала[16]
- Облекла против ЕМП (Електромагнитни полета)

## Софтуер
- Narda EFC-400EP – софтуер за изчисление на ЕМП

## Gallery
- ПОражение от керосин
- Защитни фактори
- Символ лазерна безопасност
- Символ облъчване радиочестоти
- Символ риск наноматериали
- Символ облъчване ЕМП
- Символ висока температура